# Улица Трауксмес
Улица Тра́уксмес (латыш. Trauksmes iela, историческое русское название Набатная) — короткая (131 метр) тупиковая улица в Риге, в историческом районе Старый город. Идёт от улицы Кунгу в сторону набережной Даугавы.

## История
В средневековой Риге улица Трауксмес проходила вдоль городской крепостной стены вокруг всего города. Со временем и в связи со сносом крепостных стен (освобождавшиеся участки земли уходили под застройку) улица распалась на отдельные участки с другими названиями — Трокшню, Акла, Уденсвада. Прежнее название — Трауксмес — сохранил лишь крохотный участок, отходящий от улицы Кунгу.
В настоящее время улица вся расположена внутри возведённого в 2007 году жилого комплекса «Rīdzenes rezidence» (улица Кунгу, 25)